# 马蒂·马尔卡宁
马蒂·马尔卡宁（芬蘭語：Matti Markkanen，1887年5月14日—1942年2月4日），芬兰男子体操运动员。他曾获得1908年夏季奥运会体操比赛男子团体全能铜牌。1909年，他代表Ylioppilasvoimistelijat队在全国体操锦标赛上获得男子团体冠军。